# Struthanthus
Struthanthus é um género botânico pertencente à família Loranthaceae. São plantas hemiparasitas, vulgarmente conhecidas como erva-de-passarinho.

## Espécies
- Struthanthus acostensis
- Struthanthus adenostemon
- Struthanthus aduncus
- Struthanthus aequatoris
- Struthanthus alni
- Struthanthus alveolatus
- Struthanthus amplexicaulis
- Struthanthus andersonii
- Struthanthus andrastylus
- Struthanthus angustifolius
- Struthanthus apiculatus
- Struthanthus attenuatus
- Struthanthus belizensis
- Struthanthus brachybotrys
- Struthanthus burgeri
- Struthanthus calobotrys
- Struthanthus calophyllus
- Struthanthus cansjerifolius
- Struthanthus capitatus
- Struthanthus caribaeus
- Struthanthus cassythoides
- Struthanthus chimantensis
- Struthanthus chordocladus
- Struthanthus citricola
- Struthanthus concinnus
- Struthanthus condensatus
- Struthanthus confertus
- Struthanthus corymbifer
- Struthanthus costaricensis
- Struthanthus crassipes
- Struthanthus cuspidatus
- Struthanthus densiflorus
- Struthanthus dentatus
- Struthanthus deppeanus
- Struthanthus dichotrianthus
- Struthanthus dichotrianthus var. dichotrianthus
- Struthanthus dichotrianthus var. lasserianus
- Struthanthus dissimilis
- Struthanthus divaricatus
- Struthanthus diversifolius
- Struthanthus domingensis
- Struthanthus eichleri
- Struthanthus eichlerianus
- Struthanthus elegans
- Struthanthus esquintlensis
- Struthanthus filipes
- Struthanthus flexicaulis
- Struthanthus flexilis
- Struthanthus gentlei
- Struthanthus glomeriflorus
- Struthanthus gracilis
- Struthanthus gracilis var. gracilis
- Struthanthus gracilis var. mucronatus
- Struthanthus grahamii
- Struthanthus granulatus
- Struthanthus guatemalensis
- Struthanthus haenkei
- Struthanthus haenkei var. angustatus
- Struthanthus hartwegii
- Struthanthus hoehnei
- Struthanthus hunnewellii
- Struthanthus inconspicuus
- Struthanthus inornus
- Struthanthus intermedius
- Struthanthus interruptus
- Struthanthus johnstonii
- Struthanthus lehmannii
- Struthanthus leptostachyus
- Struthanthus lewisii
- Struthanthus liebmanni
- Struthanthus lojae
- Struthanthus longibracteatus
- Struthanthus loniceroides
- Struthanthus lucarquensis
- Struthanthus macrostachyus
- Struthanthus mapirensis
- Struthanthus marginatus
- Struthanthus martianus
- Struthanthus matudae
- Struthanthus meridionalis
- Struthanthus mexicanus
- Struthanthus micranthus
- Struthanthus microphyllus
- Struthanthus minutiflorus
- Struthanthus mucronatus
- Struthanthus nigricans
- Struthanthus nitens
- Struthanthus nudipes
- Struthanthus oblongifolius
- Struthanthus oerstedii